# Stéphane Deschamps
Pour les articles homonymes, voir Deschamps.
Stéphane Deschamps, né le 3 août 1968 à Poitiers (Vienne), est un auteur d'ouvrages sur la musique, biographe, réalisateur et  producteur d'émissions radiophoniques, spécialiste de la chanson française.

## Biographie

### Débuts
Stéphane Deschamps fait ses études à Poitiers et commence sa carrière de metteur en ondes et animateur de radio à Radio Forum. Passionné par le personnage et l'œuvre de Serge Gainsbourg, il produit une série de cinquante émissions sur Gainsbourg intitulée Portrait d'un faux méchantdiffusée sur le réseau des radios privées indépendantes. Il rencontre Gilles Verlant, biographe de Gainsbourg, avec lequel il collabore durant une vingtaine d'années.

### Radio
De 1992 à 1995, il est animateur sur Radio France Auxerre aux côtés de Valérie Bénaïm. En 1996, il rejoint Radio France Mayenne puis Radio France Champagne l'année suivante, où il anime Good morning Sarajevo en direct avec les casques bleus français. En 1998, il devient Responsable des programmes puis Directeur de France Bleu Auxerre. De 2004 à 2007, Stéphane Deschamps est Délégué à la musique du réseau France Bleu et lance les Talents France Bleu.
Il produit des documentaires musicaux pour l'Atelier de création radiophonique de Radio France tels que Messages personnels avec Françoise Hardy, La fête dans les étoiles avec Eddie Barclay, Julien je vous aime avec Julien Clerc, Gainsbourg dans les nuagesavec Yves Lecoq. Pour le vingtième anniversaire de la disparition de Gainsbourg, il écrit la série radiophonique Serge Gainsbourg par Melody Nelson, produite par Les Médias francophones publics et diffusée sur France Inter, Radio-Canada, la RTBF et la Radio suisse romande en 2011.
De 2009 à 2011, il est metteur en ondes à Radio France des émissions Les pieds sur terre avec Sonia Kronlund sur France Culture, Pop Etc avec Valli sur France Inter. En 2011, Stéphane Deschamps est nommé Responsable de l'Atelier de création radio France du Grand Est à Strasbourg, où il produit et réalise des séries musicales pour France Bleu, telles que La Scandaleuse Histoire du Rock avec Gilles Verlant, Couleurs Brasil avec Jean-Paul Delfinot, Radio Polnareff Sur la route de Nolwenn avec Nolwenn Leroy, Carnets de chants avec Bertrand Dicale, Fresh Pop avec Laurent Petitguillaume, Tous en scène avec Laurent Valière, Morgane de toi avec Clara Morgane, Pop Story avec Marc Toesca, Bénabar le début de la suite, Obispo l’enfant caché du rock, Bashung le grand voyageur, L'été sera kitsch avec Jean-Pierre Foucault, Get Back le son des Beatles  avec Philippe Margotin et Chloé Dunn, France Bleu Collector avec Nicolas Lespaule, Générations Goldman avec Claire Keim, Le Son d'Alex avec Alex Jaffray.

### Télévision
En 2001, il collabore à La nuit Gainsbourg sur France 2, une émission coordonnée par Gilles Verlant, produite et présentée par Thierry Ardisson.

### Web
En 2019, il crée l'exposition sur l'Histoire des chansons coquines dans le cadre du musée en ligne de la SACEM.

### Formateur
Stéphane Deschamps collabore avec la Fondation Hirondelle, Media for peace & dignity, et anime des formations sur la production radiophonique et la programmation musicale auprès des équipes locales de Radio Okapi  à Kinshasa et de Studio Tanami à Bamako.
Formateur à l'INA, il intervient régulièrement en qualité de réalisateur dans le cadre du CQP animateur radio.

### Publications

#### Généralités
Stéphane Deschamps a publié plusieurs ouvrages, notamment la biographie Gainsbourg années héroïques en hommage à Gilles Verlant, Paroles de Johnny avec le dessinateur Frank Margerin, Paroles de Coluche, Bashung sa belle entreprise, Higelin l'enchanteur, Florent Pagny l'homme qui marche, Balavoine l'enfant caché du rock, Francis Cabrel, Poésies Blues.